# Museo diocesano Albino Luciani
Il Museo diocesano Albino Luciani è un museo di arte sacra di Vittorio Veneto.
Si trova allestito all'ultimo piano del seminario vescovile di Ceneda, in piazza Giovanni Paolo I.
Inaugurato l'8 marzo 1986, è stato notevolmente ampliato nel 2000 sia negli spazi espositivi, sia nel numero delle opere. Al suo interno sono custoditi lavori provenienti da diversi edifici sacri della diocesi di Vittorio Veneto: tra esse si annoverano quelle di artisti come Tiziano Vecellio, Cima da Conegliano, Il Pordenone, Pomponio Amalteo, Palma il Giovane e Francesco da Milano.

## Sale I - III
Nelle prime tre sale sono esposte prevalentemente opere d'ambito veneto e friulano d'epoca rinascimentale, fra le quali si ricordano:
- il Trittico di Navolè (inizio XVI secolo), olio su tavola, di Cima da Conegliano;
- Pala di San Silvestro in cattedra (inizio XVI secolo) di Francesco da Milano;
- Pala d'altare (prima metà del XVI secolo) di Francesco Beccaruzzi;
- Madonna col Bambino, san Pietro e san Paolo (prima metà del XVI secolo) di Tiziano;
- il Trittico di Castel Roganzuolo, probabilmente iniziato da Tiziano Vecellio, ma portato a compimento dalla sua bottega;
- sportello di tabernacolo con Gesù Cristo morto sorretto da un angelo di Marco Vecellio;
- ciclo di cinque dipinti con le Storie di san Tiziano (XVI secolo), tempera su tavola, di Pomponio Amalteo;
- Deposizione e Madonna del Rosario (fine XVI - inizio XVII secolo), olio su tela, di Jacopo Palma il Giovane;
- l'Adorazione dei pastori, olio su tela, di Domenico Capriolo;
- piccolo dipinto di soggetto biblico (prima metà del XVII secolo), olio su tela, del fiammingo Michiel Sweerts;

## Sala IV
La quarta sala presenta opere di età barocca:
- Martirio dei diecimila crocifissi sul monte Ararat dell'austriaco Mathias Cremsl;
- un bozzetto a monocromo (prima metà del XVIII secolo) di Gaspare Diziani;
- Madonna con Gesù Bambino di Antonio Bellucci.

## Sala V
La quinta sala è allestita in modo singolare, con una serie di opere che fanno da sfondo ad una sorta di ambiente interno, dove sono mostrate:
- stampe del XVIII secolo, alcune delle quali importanti documenti per la storia del territorio.

Lungo il perimetro esterno, vigilato da:
- due singolari sagome di Guardie del Santo Sepolcro (fine XVII secolo), in legno dipinto.

Sono qui collocate opere di diversa natura ed epoca, fra i quali:
- due pale d'altare (XVIII secolo) di Egidio Dall'Oglio;
- Benedizione degli animali nella festa di sant'Antonio abate (XVIII secolo) di Antonio Gabrieli.

## Sala VI
La sesta sala, dedicata all'arte contemporanea, presenta opere di Filippo De Pisis, Felice Carena, Pino Casarini, Guido Cadorin, Georges Rouault e Salvador Dalí. Di notevole interesse:
- Madonna, dipinto murale ad encausto, di Guido Cadorin;
- due Nature morte di Filippo de Pisis;
- un'incisione di Georges Rouault.

## Sala VII
La visita al Museo si conclude con questa sala che ospita la donazione di mons. Antonio Moret, sacerdote diocesano di Vittorio Veneto, cappellano del Papa, studioso di storia locale ed appassionato collezionista di opere e documenti. La raccolta di grande valore storico-artistico presenta arredi sacri, stampe e 61 dipinti antichi (Andrea Bellunello, Adriaen van Ostade) e moderni (Ciardi, Crippa, Semenghini e Murer).
Di rilievo, inoltre, una raccolta di suppellettile liturgica (XV - XIX secolo), fra cui:
- una croce astile (XV secolo) in rame sbalzato e dorato;
- paramenti sacri  (XVII - XVIII secolo).